# Sint-Janskerkhof
Het Sint-Janskerkhof is een kerkhof aan de Hilversumseweg 51 in Laren in de Nederlandse provincie Noord-Holland. Pal naast het kerkhof bevindt zich de Gemeentelijke Begraafplaats Laren waar niet-katholieke mensen zijn begraven.

## Kapel
Op het katholieke gedeelte staat een neogotische kapel uit 1892. Deze grafkapel op een heuveltje is opgetrokken in neogotische stijl. De glas in loodramen van dit rijksmonument komen uit de voormalige kapel van de jongensschool aan de Eemnesserweg 17. Dit is nu de katholieke basisschool De Binckhorst - St. Jan. Naast de rouwkapel staat een beeld van Johannes de Doper (Sint-Jan) uit 2002. Ook is er een kindermonument, eveneens uit 2002, een initiatief van pastoor Jan J. Vriend, dat is opgericht ter gedachtenis aan de ongedoopt gestorven kinderen. Het bevat een mozaïek uit de voormalige Goede Herderkerk en is links van de ingang te vinden. Midden op dit kerkhof stond tot 1586, in tegenstelling tot wat velen denken, de oude Sint-Vituskerk van Laren.

## Mythevorming
Over de kerk, die op het kerkhof heeft gestaan, doen verschillende verhalen en legendes de ronde. Deze zijn niet op feiten gebaseerd, maar op suggesties die een eigen leven zijn gaan leiden en verder zijn gecultiveerd in de 19e eeuw om de jaarlijkse Sint-Jansprocessie te rechtvaardigen. Voor 1967 was reeds ontdekt dat in Laren een kerk stond die gewijd was Sint-Vitus. Dit is pas in 2010 doorgedrongen in de Gooise geschiedschrijving. Spijtig genoeg moet daardoor het overigens fraaie boek over de Sint-Jansprocessie met die kanttekening worden gelezen, evenals diverse andere publicaties vóór 2010. De oudst bekende aanstichter van gedocumenteerde verwarring over de patroonheilige van de kerk op het Laarder Hoogt, c.q. nu genoemd Sint-Janskerkhof, is de Naarder rector van de Latijnse school, Lambertus Hortensius van Montfoort. Hij noemde in 1564 deze kerk een kapel gewijd aan Sint-Jan de Doper, terwijl bij de autoriteiten bekend was dat het om een kerk ging. De aan Sint-Jan de Doper gewijde kapel stond echter sinds omstreeks 1520 in het lager gelegen dorp, tegenwoordig Johanneskerk genoemd.

## Kerk en nederzetting
Het oudste schriftelijke bewijs van een kerk op het Laarder Hoogt stamt uit 1306, toen er in een rekening werd gerept over de koster van Laren. Uit een op het kerkhof gevonden steen blijkt dat de daar gebouwde kerk uit omstreeks 1275 stamt. Elke suggestie van een kapel of kerk voor die tijd is volstrekt speculatief. De kerk van Oud-Naarden (Naruthi) was sinds de tiende eeuw de eerste kerk van het hele Naardingerland, i.c. Het Gooi, onder de verantwoordelijkheid van de Abdij van Elten. In 1085 werd een overeenkomst gesloten met het kapittel van Sint-Jan voor ruil van gronden en tevens de beurtelingse benoeming van 'de persoon', die de pastoor aanstelde. Alle gaandeweg gestichte kerken in het Gooi kregen als patroonheilige Sint-Vitus, naar de patroonheilige van de Abdij van Elten. Ergens tussen 1085 en 1275 is de Naardense parochie opgedeeld in een noordelijk deel (Naarden, Bussum, Huizen) en een zuidelijk deel (Blaricum, Laren en Hilversum) met de parochiekerk op het Laarder Hoogt. Voor 1382 is Blaricum daarvan afgescheiden en in 1416 Hilversum, die zelfstandige parochies werden. Tot aan het einde van de 15e eeuw was er bij de Vituskerk op het Hoogt vermoedelijk nog een kleine nederzetting van ongeveer acht woningen. Omstreeks 1520 is in het dorp Laren een kapel gebouwd, waarin en waarbij geen begraafplaats was. De bevolking ging de kapel blijkbaar gebruiken en zien als dorpskerk, hoewel de sacramenten bewaard bleven in de kerk op het Hoogt. Het doopvont staat in de kapel. De oude kerk raakte in verval, maar het kerkhof bleef nodig voor het begraven van de doden. Bij de tussen de huizen ingeklemde kapel was helemaal geen ruimte om te begraven. De relatie met het Sint-Janskapittel kan de reden zijn dat de kapel in het dorp is gewijd aan Sint-Jan of Johannes de Doper. Sinds de reformatie (1579) bleven de Larense katholieken de oude kerk heimelijk als plaats van samenkomst gebruiken, wat uiteindelijk de aanleiding was voor de Staten van Holland om te kerk te laten afbreken. Dat gebeurde na veel weerstand pas in 1586. Sindsdien is het kerkhof altijd als begraafplaats in gebruik gebleven bij de rooms-katholieken. Na aanvankelijk een schuilkerk te hebben gebruikt, richtten ze in 1613 een gedoogde 'noodkerk' in in de buurt Zevenend, die met de voormalige kerkweg (huidige Schuilkerkpad) met het kerkhof in verbinding stond. Via de aanduiding 'Sint-Jan te Laren kerkhoff' (bijvoorbeeld op een kaart uit 1619) is de benaming Sint-Janskerkhof ontstaan. Deze verwees naar nu blijkt niet naar de kerk die er ooit had gestaan, maar naar de inmiddels als dorpskerk beschouwde Sint-Janskerk in het dorp.

## Doodwegen en kerkwegen
Het kerkhof ligt in het centrum van een aantal kaarsrechte zogenaamde doodwegen. Over deze wegen is in de loop van de eeuwen ook de nodige mythevorming ontstaan. Deze wegen waren oorspronkelijk de rechte kerkwegen door de kale heide, als kortste weg vanuit de nederzettingen Hilversum (Hoge en Lage Larenseweg), mogelijk vanuit nederzettingen bij 's-Graveland (Doodweg door Hilversum), Ankeveen (Rechtweg) en (Laag-)Laren (Hilversumseweg, Schuilkerkpad, beide ooit Doodweg genoemd). Zij vormden tevens de kortste weg voor begrafenissen. De kaarsrechte Oude Postweg naar het zuiden dateert uit de Franse Tijd, toen gepoogd werd het wegenstelsel te verbeteren en deze is dus noch een doodweg, noch een oude kerkweg.
Uitzonderingen daargelaten begroeven alleen de rooms-katholieke Laarders op het Sint-Janskerkhof en sinds het begin van de 18e eeuw ook de Bussumer rooms-katholieken, nadat ze een noodkerk stichtten in Bussum. Zij kozen er toen voor om in Laren te begraven en niet meer in en bij de Grote Kerk van Naarden. De Doodweg (Laarderweg) vanaf Bussum is pas sindsdien ontstaan. De dorpskerken bleven, zoals overal elders, na de Reformatie de openbare begraafplaatsen voor alle gezindten. Het Sint-Janskerkhof was niettemin wel een bijzonderheid, omdat er ondanks de Reformatie alleen maar rooms-katholieken begroeven. De verwaarloosbaar weinige protestante Laarders en Bussummers begroeven in respectievelijk Blaricum en Naarden.

## Verering en processie

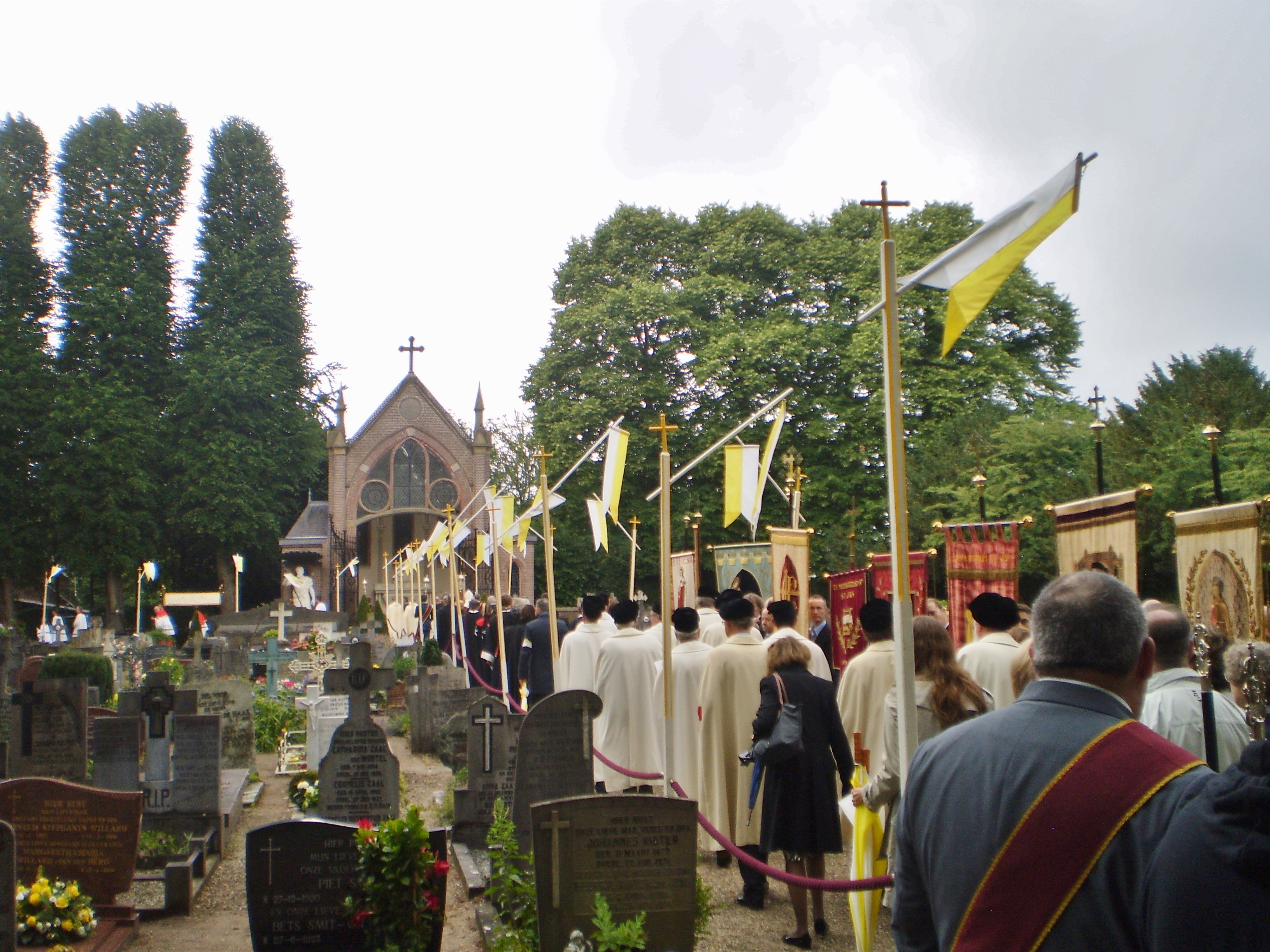
Processie in 2017

De oudste bron die rept over een verering van Sint-Jan de Doper op het kerkhof is het gedicht van Lambertus Hortensius in zijn Chorographia uit 1564. Hij heeft dat gedicht aangekleed met Griekse mythologische figuren en hij suggereert dat de plek is 'gewijd aan de oude godsdienst', wat wel is geïnterpreteerd als de heidense (Germaanse) godenverering. Hij schrijft ook dat op de 'zevende dag voor de kalender van juli' (lees: 24 juni) 'een wild mengelmoes van jeugd' hier naar toe komt, terwijl 'zij dragen een aan de Doper en de godheid gewijde pluim'. Hoewel er geen sprake was van een processie, is deze tekst wel aangevoerd als bewijs van het oude bestaan ervan, evenals de individuele ommegangen die ondanks verboden vanaf de Reformatie (1579) plaats bleven vinden.

### Legenden
Over het kerkhof bestaan enkele legenden. Hortenius tekent de oudste op die vertelt van de gruwelijke moord op drie zusjes op de plaats waar het kerkhof is gesticht en waar hun lijken zijn gevonden. Een andere legende die als een 18e-eeuwse versie wordt gezien is de volgende: Als een monnik in het jaar 893 terugkeert uit het heilige land heeft hij een bijzonder waardevolle schat bij zich. In zijn zilveren draagkistje zitten stukjes van de beenderen van Johannes de Doper. Als de monnik bij Laren verdwaalt wordt hij beroofd en vermoord op de heuvel van het huidige kerkhof. De rovers begraven het lijk en gooien de beenderen weg. Het zilveren kistje vonden de rovers waardevoller dan de inhoud. Schapen vonden de botjes en bleven als versteend staan, terwijl ook de botjes niet los waren te wrikken. Pas toen de pastoor de H. Mis opdroeg lieten ze los. Nadat een paar dagen later ook het lijk van de pelgrim was gevonden op de heuvel wordt het kerkhof gesticht.

## Van bedetocht naar sacramentsprocessie
In 1806 werd in Laren het Broederschap van Sint-Jan opgericht. Deze nam de taak op zich om een jaarlijkse Bedevaartstocht naar het Sint-Janskerkhof te organiseren. In 1822 werd de processie door de regering erkend, waarna deze overdag kon worden gehouden. De jaarlijkse processie vindt plaats rond de langste dag, op of rond de Sint-Jansdag 24 juni. Sinds 1886 is de processie een sacramentsprocessie omdat Sacramentsdag samenviel met Sint-Jansdag. Als rustaltaar werd in 1892 op het Sint-Janskerkhof de nu nog bestaande kapel gebouwd.
De processie, met pelgrims uit Laren en omgeving, voert van de Sint-Jansbasiliek aan de Larense Brink naar het Sint-Janskerkhof. Daar vindt de eucharistieviering plaats, waarna de stoet terugkeert naar het centrum van Laren. Deze processie viel buiten het processieverbod en was tot de grondwetsherziening in 1983 de enige rooms-katholieke processie die boven de grote rivieren op de openbare weg mocht worden gehouden. De processie vormt het hoogtepunt van de jaarlijkse Sint-Jansfeesten in Laren, waaraan tevens in de week na de processie een grote kermis is gekoppeld.

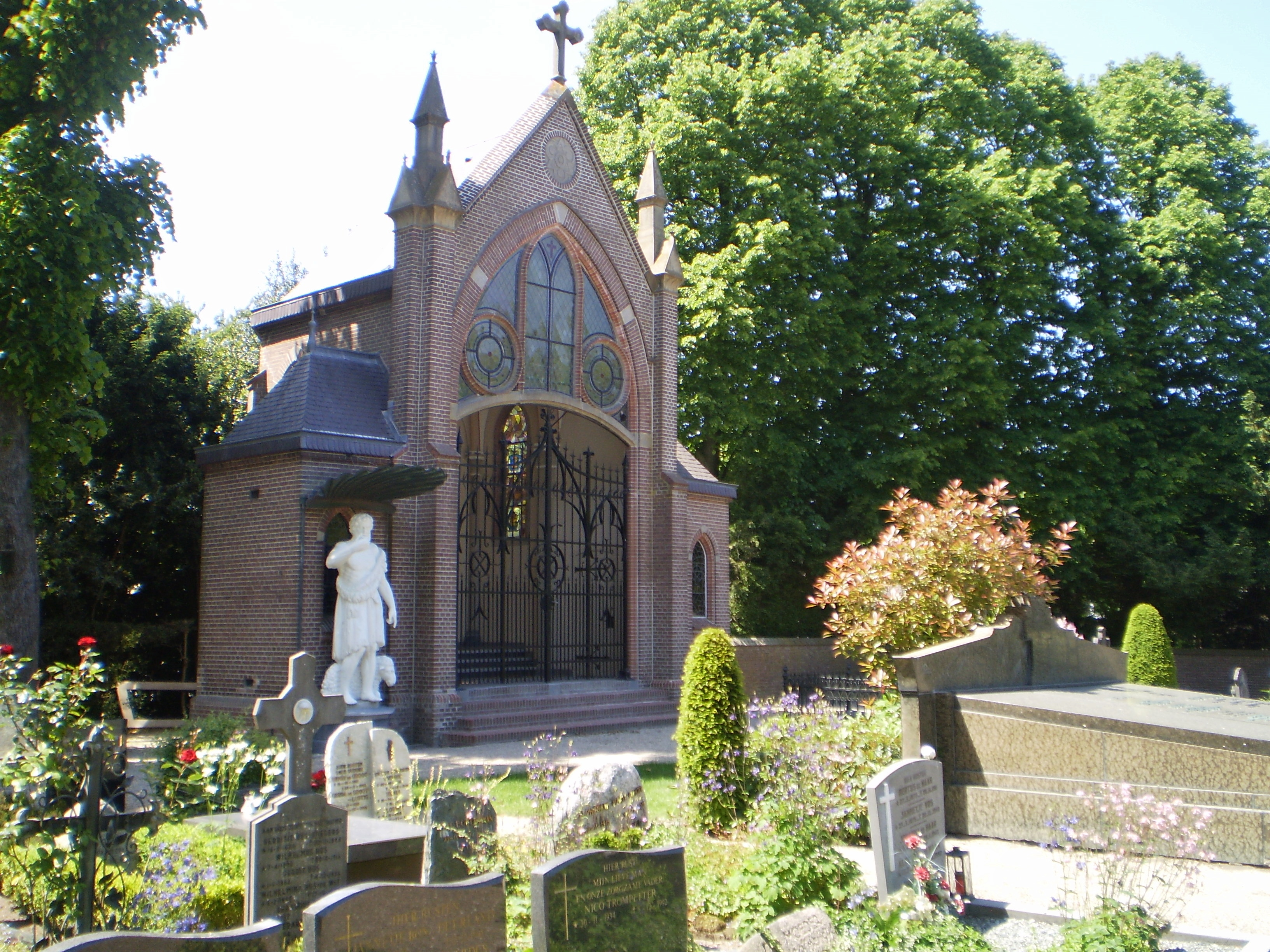
kapel
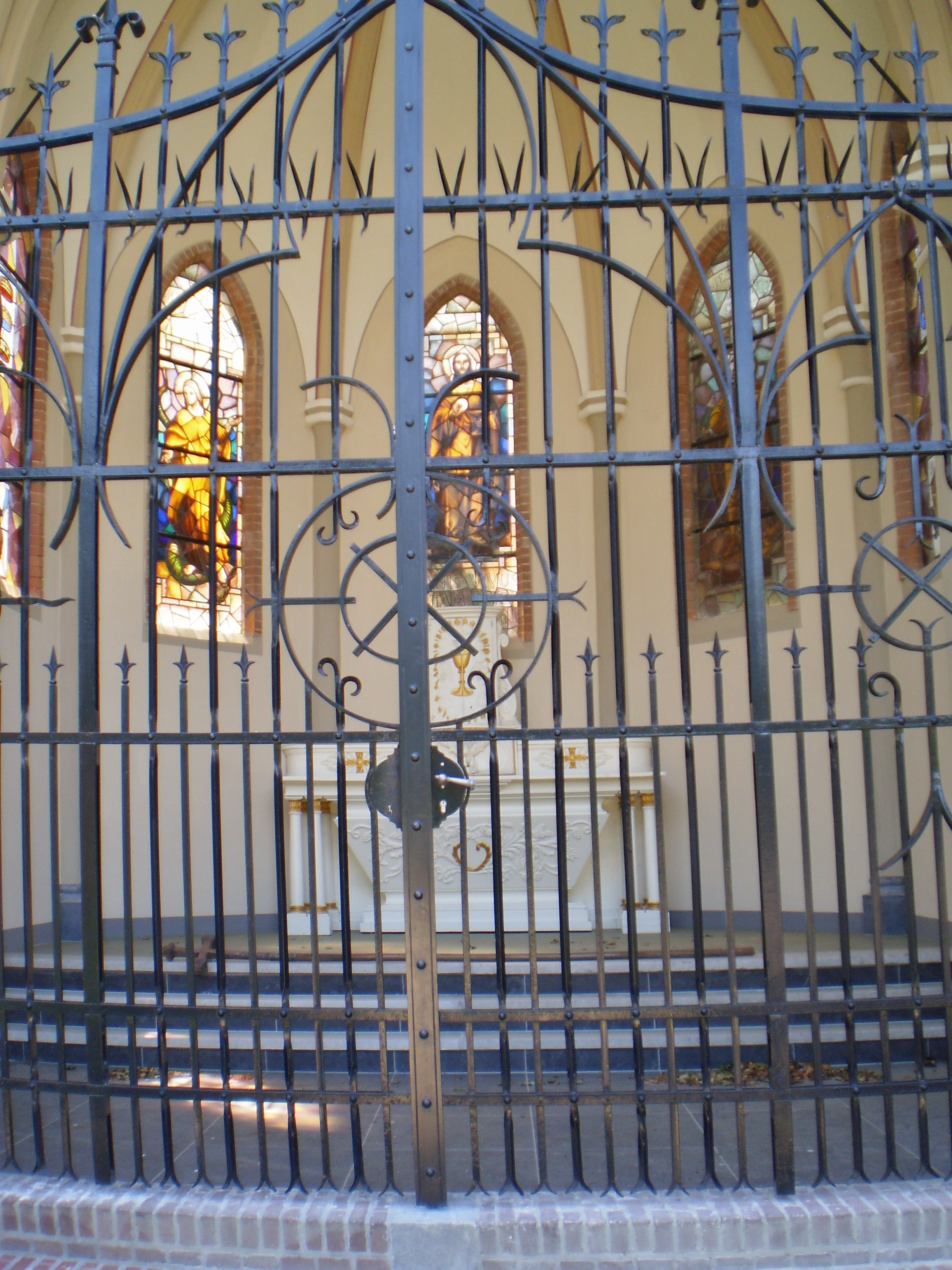
kapel, interieur
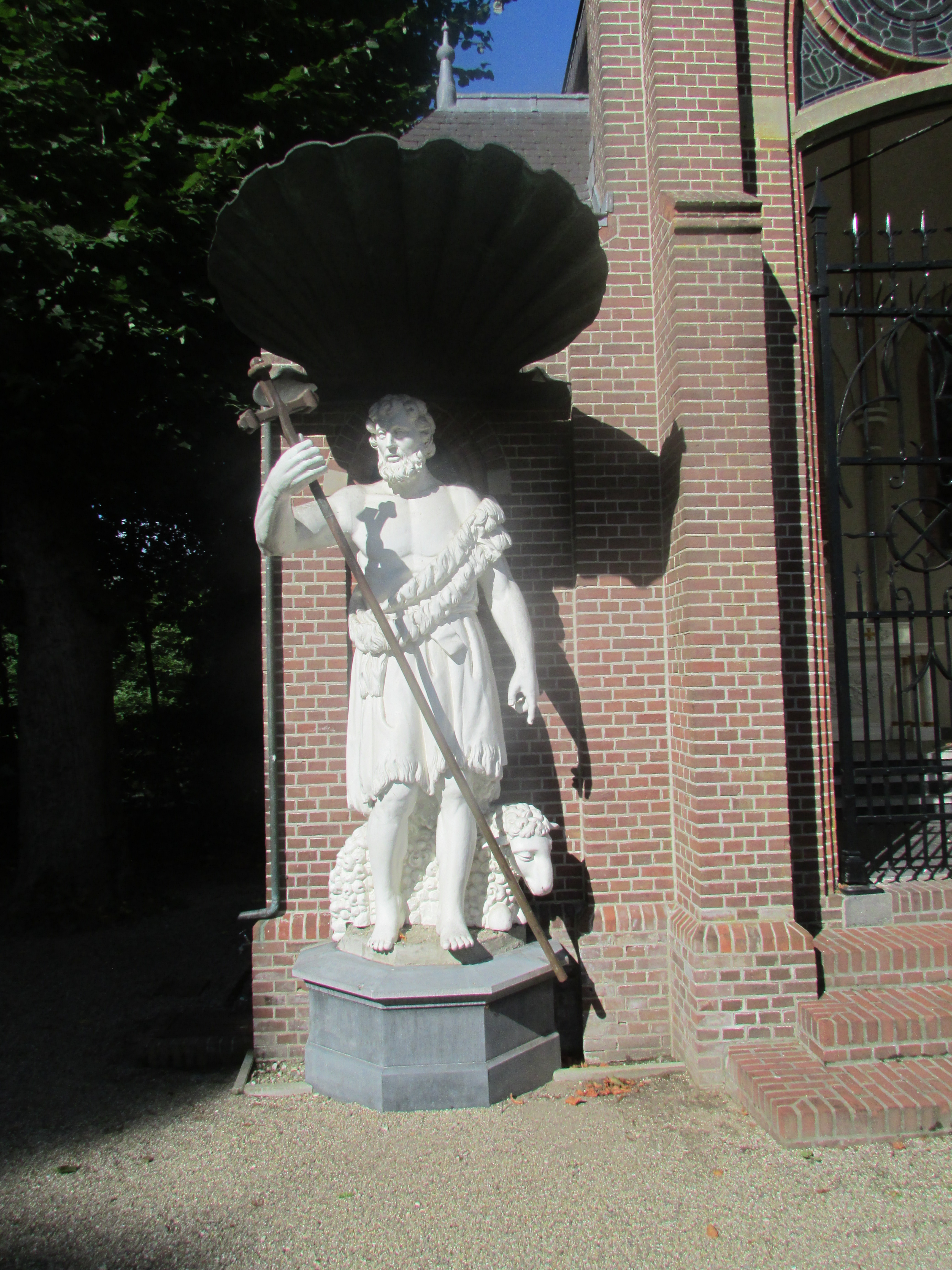
Beeld van Sint-Jan bij de kapel
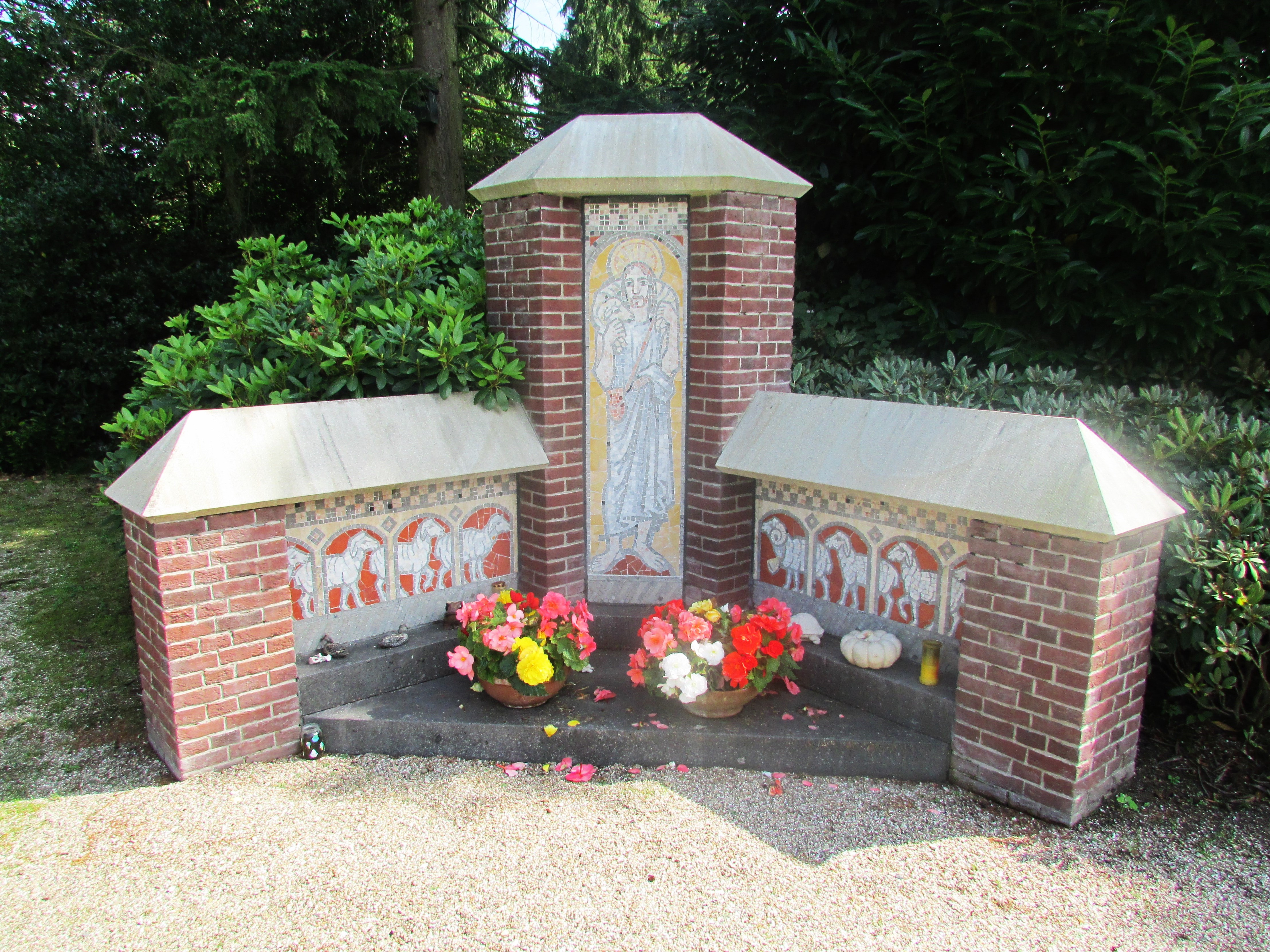
Monument voor niet gedoopte kinderen